# パースンズ・ロッジ砲台
パースンズ・ロッジ砲台（パースンズ・ロッジほうだい、英: Parson's Lodge Battery）はイギリスの海外領土であるジブラルタルにある、沿岸防備用の砲台および要塞。

## 歴史
かつてジブラルタルにはムーア人がおり、のちスペインが250年にわたり「ジブラルタルの岩」（ザ・ロック）を支配した。1704年、イギリスがここを占領し、1720年には何門かの大砲を据え付けた。それは2門の18ポンド砲と、同じく2門の12ポンド砲だった。1744年までにはロージア湾沿いに20門の大砲があった。パースンズ・ロッジ砲台は、元は第9ロージア砲台と呼ばれたものである。その名は1761年に初めて記録に現われ、伝えるところではサン・ジョン・ザ・グリーン教会・修道院を記念して名付けられた。
1840年10月初め、ジョン・トマス・ジョーンズ少将がジブラルタルの防備を視察にやって来た。彼は1841年6月まで滞在し、イングランドに戻った。彼はパースンズ・ロッジ砲台の強化を助言し、それによって1842年には8門の大砲が据えられた。

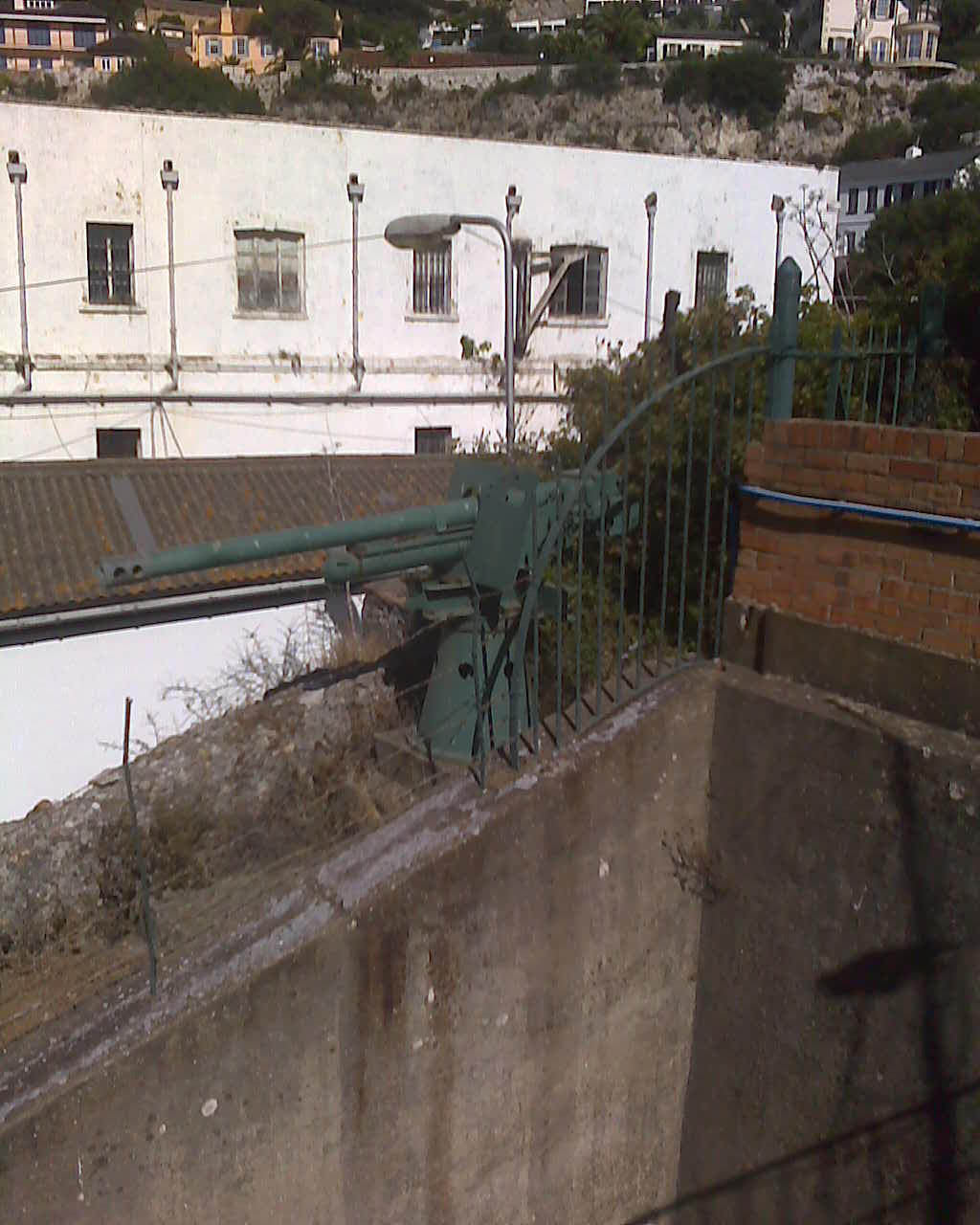
砲台にあるヴィッカーズ12ポンド砲

軍事的な重要性の高まりにより、3門の先込め施条18トン砲が置かれ、ジブラルタルでの唯一の泊地となるロージア湾への侵入に備えた。これらの大砲は1884年に据え付けられた。これらの大砲は181キログラムの砲弾を4キロメートル先まで飛ばすことができ、ジブラルタル・シールドと呼ばれた鉄とチーク材からなる特製の覆いに隠された。この覆いはチーク材の厚板をさらに厚い鉄板で囲ったものである。
要塞の真下には1本の細いトンネルがあり、かつてはメートルゲージの鉄道が1本引かれていたが、現在は道路になっている。このトンネルは1880年代に建設され、石切り場から切り出された大量の石をカンプ湾からジブラルタル港のサウス・モールへ運ぶために作られたトンネル2本のうちの1本だった。

### 世界大戦
この砲台は両世界大戦でも使われ、1941年には対空砲、対戦車砲、対空探照灯（サーチライト）が設置された。そしてこの砲台は1950年代に廃止され、1994年にジブラルタル遺産トラストが大規模な修繕を行なった。敷地にはジブラルタル博物館も含まれる。
パースンズ・ロッジ砲台からブエナ・ビスタ兵舎までは1枚の塀が続いている。この塀とカンプ湾の上の Machicouli Gallery は共にリストAの物件であり、ジブラルタル遺産トラスト条例により保護されている。この条例により、それらを含む多くの物件が1989年にジブラルタル遺産トラストへ移管された。

## 砲台の構成

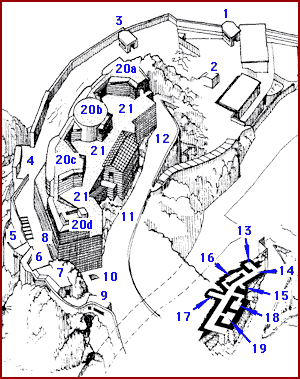
パースンズ・ロッジ砲台の詳しい見取り図

### [1]・[3] - 沿岸防備用の探照灯
1898年から1956年の間、これらの建物には敵の艦船を照らすため90センチメートルの探照灯が置かれ、それぞれは2億燭光の明るさを持ち、3度幅の光線は4.6キロメートル先まで照らすことができた。

### [2] - 地下の6ポンド砲
「ローワー・パースンズ」と呼ばれたもの。1941年から第二次世界大戦が終わるまで、ロージア湾の上陸地点を守るため、ここに1門の6ポンド砲が置かれた。この大砲は2.7キログラムの砲弾を3.7キロメートル先まで飛ばすことができた。

### [4] - 18世紀の砲台の場所
およそ1725年から（左側により大きな砲台ができる）1840年まで、カンプ湾を守るため施条の無い砲がここに1門置かれた。一時期は24ポンド砲が置かれ、球形の11キログラムの砲弾を1.8キロメートル先まで飛ばすことができた。

### [5]・[7] - 6ポンド砲が置かれた場所
これらの大砲は、カンプ湾とリトル湾に上陸しようとする敵軍に対するため設置され、上述の2つが台座に置かれたのに対し、コンクリート・ブロックの上に置かれた。[7]番の戸口には、サマセット軽歩兵連隊が1941年のクリスマス・イブにそこを完成させたと書いてある。

### [6] - 18世紀の砲台の場所
上述の[4]番にあるとおり。一時期、ここには9ポンド砲が置かれ、4キログラムの砲弾を1.2キロメートル先まで飛ばすことができた。

### [8] - 兵員用シェルター
パースンズ・ロッジ砲台にはこれと同種のシェルターがいくつかあり、実際に射撃を行なう兵員以外の兵員を保護できるようにしていた。これらはその構造の基礎となっている波状の鉄の形状から「象シェルター」と呼ばれた。

### [9] - 中機関銃 (MMG) が置かれた場所
ここには、ヴィッカーズ中機関銃が置かれた。同機関銃は軍用ライフルと同じ.303ブリティッシュ弾を使い、1分間に500発の射撃が出来た。側防銃座にはリー・エンフィールドで武装した小銃手が配された。

### [10] - 地下の防御地点に通じる縦坑
カンプ湾とリトル湾の上陸地点の敵に備えるため、そこを見下ろす岸壁側面に、2丁の中機関銃 (MMG) と2丁のショート・マガジン・リー・エンフィールド（SMLE）を置く穴が作られている。

### [11] - 海軍施設との境界目印
砲兵部隊と、1808年に建てられた海軍食料保管施設の、敷地上の境界を示す石がこの壁に埋め込まれている。

### [12] - 砲台
この石灰岩の大きな構造物は、以前の構造物（図の右手に遺構が見える）を1842年頃に置き換えたものであり、それはジョン・トマス・ジョーンズ少将の勧めによるもので、当時は8門の大砲が置かれた。1873年までには、砲台は3門の先込め10インチ18トン砲を置くようになった。手前の通路は、後者で使われた。

### [13]・[19] - 弾薬庫
400ポンド（181キログラム）・10インチ砲の徹甲弾 (solid armour piercing projectiles) がここに貯蔵された。一時期、[19]番の場所は「携行武器庫」、平たく言うと用具庫として使われた。

### [14] - 明かり取り
弾薬庫での暴発事故を防ぐためには、厳しい注意が払われた。例えば火花を散らさない銅製品やサンダル (rope shoes) を使ったり、ガラスをはめた明かり取りや窪みから弾薬庫を照らすといった方法がよくとられた。

### [15] - ランプ室
オイル・ランプがここで貯蔵・提供された。

### [16]・[18] - 弾薬庫
44ポンド弾（20キログラム）と70ポンド弾（32キログラム）の2種類が袋とブリキ容器に入って置かれた。

### [17] - 弾薬昇降機
この通路の突き当たり（と上の[12]番）は弾薬昇降機になっており、弾薬と銃器を上へ運ぶようになっていた。

### [20] - 準備済み弾薬庫
すぐ使用できるようにされた弾薬筒および弾丸が、石灰岩でできた4棟の建物に保管された。
1. 最も北の（軍では No.1 と呼ばれる）建物は、下の弾薬庫から砲弾を取り出す巻き上げ機がある。第二次世界大戦中にはここにブレン軽機関銃が取り付けられたが、後に取り外された。
2. No.2 と呼ばれる建物にも、弾薬筒用の巻き上げ機があり、1963年から1956年[要検証 – ノート]の間、90センチの対空探照灯 (AASL) がとりつけられた。これは2億燭光の明るさを持ち、細い光線で6キロメートル先まで照らすことができた。
3. No.3 と呼ばれる建物には、1942年10月16日に3インチ対空ロケット砲が取り付けられたが、後に取り外された。
4. No.4 と呼ばれる建物には1941年11月16日にボフォース 40mm機関砲が取り付けられ、これは今も残っている。

### [21] - 先込め式大砲が置かれた場所
1873年-1892年の間、10インチ施条先込め砲が、覆いのついた朝顔型銃眼3ヶ所それぞれに置かれた。これらはウーリッジで製造され、400ポンド（181キログラム）の弾丸を約4キロメートル先まで飛ばすことができた。これらの砲は、ここで使用するために特別に開発され「ジブラルタル・シールド」の名で世界的に知られる装甲板とチーク材に挟まれる形で、海からの攻撃より守られた。